# Platja de Pius V
La platja de Pius V, platja de Sant Pius V, o platja de Sant Pius Quint,és una diminuta platja del municipi de Cadaqués (Alt Empordà) situada en una zona urbanitzada al sud de la població, al sud de la platja de sa Conca. Té una longitud de 10 m i una amplada de 10 m, formada per pedres i roques, i sediments del rec de Sant Pius V que hi desemboca. La platja és accessible als gossos.
El nom prové del papa italià Pius V, que organitzà la Lliga Santa que derrotà els turcs a la batalla de Lepant. La gent de Cadaqués, agraïda que la victòria va tenir com a conseqüència la disminució de les incursions pirates, van erigir un petit oratori dedicat a Pius V dalt de la platja.